# Ludvig II av Baden
Ludvig II av Baden, född 15 augusti 1824, död 22 januari 1858, var storhertig av Baden 1852-1858.
Han var son till storhertig Leopold av Baden och prinsessan Sofia av Sverige, dotter till den avsatte kung Gustav IV Adolf av Sverige och drottning Fredrika. 
Från 1856 var det hans bror, Fredrik I av Baden som styrde landet, sedan Ludvig drabbats av sinnessjukdom.